# Sopač
Sopač est une localité de Croatie située dans la municipalité de Lokve, comitat de Primorje-Gorski Kotar. En 2001, la localité comptait 55 habitants.

## Démographie
| 1948 | 1953 | 1961 | 1971 | 1981 | 1991 | 2001 |
| ---- | ---- | ---- | ---- | ---- | ---- | ---- |
| 19   | 44   | 59   | 60   | 49   | 50   | 55   |